# Бріт Ореста Павлівна
Ореста Павлівна Бріт (нар. 15 квітня 1990, Київ) — український громадський діяч, волонтер, засновник Благодійних організацій «БОН» (Благодійне Об'єднання Нації), радник Головнокомандувача ЗСУ Валерія Залужного (2022—2024), член Громадської антикорупційної ради при Міністерстві оборони України (з 2025).

## Біографія
Народилася 15 квітня 1990 року в Києві у сім'ї підприємця та науковиці. З 2007 до 2012 року навчалася в Уманському педагогічному університеті на факультеті «економіка підприємства», одночасно навчалася в Сорбонні (Париж) з 2008 по 2014 рік за спеціальністю «Зв'язки з громадськістю та медіація у сфері культури», працювала моделлю в Парижі, після чого організовувала художні виставки на вернісажах (Рим, Венеція, Париж, Афіни)[джерело?].
В листопаді 2013 року долучилася до Революції гідності, збирала гуманітарну допомогу. 2015 року заснувала Благодійну організацію «БОН», метою якої є транспортування гуманітарної допомоги на передову українським захисникам. Продовжувала працювати у сфері міжнародних інвестицій в Україні.
2021 року здобула ступінь магістра публічного управління в Національній академії державного управління при Президентові України. Після повномасштабного вторгнення «БОН» відкрило організації в Литві та США (CF BON), надавало гуманітарну та юридичну допомогу постраждалим від війни, переселенцям, родинам загиблих захисників, зниклих безвісти, а також військовополоненим.
У 2022—2024 роках — радник Головнокомандувача ЗСУ Валерія Залужного на громадських засадах.

У 2025 році обрана до Громадської антикорупційної ради при Міністерстві оборони України шляхом голосування (2025—2027).

## Нагороди
1. Медаль Голови СБУ «За вагомий особистий внесок у консолідацію СБУ» (2015)[4]
2. Медаль ПЦУ «За жертовне ставлення та любов до України» (2015)[4]
3. Орден княгині Ольги ІІІ ступеня (1.12.2016)[5]
4. Відзнака «Вогнепальна зброя» Kimber Mako від ГУР «За сприяння у виконанні бойових завдань розвідки» (2022)[4]
5. Медаль «За оборону Харкова» (2022)[4]
6. Відзнака Головнокомандувача ЗСУ «За сприяння армії» (2022)[4]
7. Відзнака Міністра оборони України «За внесок у зміцнення оборони» (2023)[4]